# Illier-et-Laramade

Illier-et-Laramade este o comună în departamentul Ariège din sudul Franței. În 1 ianuarie 2022 avea o populație de 38 de locuitori.